# Clã Yūki-Matsudaira

Os Yūki-Matsudaira continuam a usar o mesmo Mon ancestral, diferente dos outros ramos Matsudaira

O Clã Yūki  (结城氏, Yuki-shi) é um Clã que descende de Fujiwara no Hidesato. Durante o Período Nanboku-chō o Clã se divide em dois ramos: o ramo Yūki-Shirakawa da Província de Mutsu  que apoiava a Corte do Sul (南朝, Nancho) e o Yūki-Shimōsa  da Província de Shimōsa que apoiava a Corte do Norte (北朝, Hokuchō). O ramo Shirakawa foi destruído por Toyotomi Hideyoshi  , mas o ramo Shimōsa sobreviveu e se tornou parte do clã Tokugawa através do Ramo Matsudaira se tornando o ramo  Yūki-Matsudaira . 

## Membros importantes do Clã
- Yūki Tomomitsu, (1168-1254), 1º Líder dos Yūki [2]
- Yūki Tomohiro, filho de Tomomitsu [2]
- Yūki Hirotsugu, filho de Tomohiro [1]
- Yūki Sukehiro, filho de Tomohiro que se estabelece em Shirakawa (Mutsu), 1298[2]
- Yūki Munehiro, ( -1340) [2]
- Yūki Chikatomo, ( -1347) [2]
- Yūki Chikamitsu, ( -1336) [2]
- Yūki Akitomo,  ( -1370), filho de Chikatomo [2]
- Yūki Ujitomo, (1398-1441) [2]
- Yūki Noritomo, (1439-1462) [2]
- Yūki Masatomo, (1477-1545) [2]
- Yūki Masakatsu, (1504-1559) [2]
- Yūki Harutomo, (1534-1616), adotado de Oyama Taketomo [1]
- Yūki Hideyasu, (1574-1607), adotado de Tokugawa Ieyasu [1]
- Yūki Naomoto [1]